# Yoko Matsugane
Yoko Matsugane (松金洋子) är en japansk så kallad "gravyridol" eller bikinimodell. Hon föddes i Ibaraki prefektur i Japan 26 maj 1982. Hon har blivit särskilt känd i Japan för sin stora bröststorlek. Sedan 2002 har hon producerat ett antal DVD:er och fotoböcker samt deltagit i flera japanska TV-shower.

## DVD-filmer
- Dulcet (2002)
- Spiritual (2002)
- Enrapture (2002)
- Violation (2002)
- Idol one: Melon (2003)
- Idol one: Suika (2003)
- Lolita Paradox (2004)
- Idol one: Fruit box (2004)
- Sweet Y (2004)
- Sweet Pie (2004)
- Gravure Idol DVD (2004)
- Idol one: Tsuki no Kodo (2004)
- Idol one: Taiyo no Yakudo (2004)
- Yoko Matsugane Perfect Collection (2005)
- Tentai DVD Box (2005)
- Yoko Matsugane Perfect Collection Vol.2 (2005)
- Yoko Matsugane Shutaisei Densetsu I (2006)
- Yoko Matsugane Shutaisei Densetsu II (2006)